# Ce monde à part
Pour plus de détails, voir Fiche technique et Distribution.
Ce monde à part (titre original : The Young Philadelphians) est un film américain réalisé par Vincent Sherman, sorti en 1959.

## Synopsis
Anthony Judson Lawrence est un avocat arriviste qui ignore que son père biologique est Mike Flanagan, et non pas le richissime Lawrence, mort avant sa naissance. Les riches et influentes familles de la haute société de Philadelphie sont prêtes à tout pour que leur nom ne soit mêlé à aucun scandale judiciaire. C’est donc dans la désapprobation générale qu'Anthony décide d'assurer la défense de son ami alcoolique, Chet Gwynn, accusé d'avoir assassiné son oncle à héritage.

## Fiche technique
- Titre : Ce monde à part
- Titre original : The Young Philadelphians
- Réalisation : Vincent Sherman
- Scénario : James Gunn, d'après le roman de Richard Powell The Philadelphian
- Production : James Gunn
- Musique : Ernest Gold
- Photographie : Harry Stradling Sr.
- Costumes : Howard Shoup
- Montage : William H. Ziegler
- Assistant réalisateur : William Kissell
- Production et distribution : Warner Bros. Pictures
- Pays d'origine :  États-Unis
- Format : Noir et blanc - 1,85:1 - Mono
- Genre : Satire sociale
- Durée : 136 minutes
- Dates de sortie :
  -  États-Unis : 21 mai 1959 (New York), 30 mai 1959 (sortie nationale)
  -  France : décembre 1959

## Distribution
- Paul Newman (VF : Jacques Thébault) : Anthony Judson Lawrence / Narrateur
- Barbara Rush (VF : Nadine Alari) : Joan Dickinson
- Alexis Smith (VF : Claire Guibert) : Carol Wharton
- Brian Keith (VF : Raymond Loyer) : Mike Flanagan
- Diane Brewster (VF : Michèle Bardollet) : Kate Judson Lawrence
- Billie Burke (VF : Lita Recio) : Mrs. J. Arthur Allen, Owner Allen Oil Co.
- John Williams (VF : Jean-Henri Chambois) : Gilbert Dickinson
- Robert Vaughn (VF : Roger Rudel) : Chester A. 'Chet' Gwynn
- Otto Kruger (VF : William Sabatier) : John Marshall Wharton, Partner in Wharton / Biddle / Clayton Law Firm
- Paul Picerni (VF : René Arrieu) : Louis Donetti
- Robert Douglas (VF : Gérard Férat) : Oncle Morton Stearnes
- Frank Conroy (VF : Claude Péran) : Dr. Shippen Stearnes
- Adam West (VF : Jean Amadou) : William Lawrence III
- Richard Deacon : George Archibald
- Louise Lorimer : Mary Judson

## Critiques
« Ce qui explosait dans Les Grandes Familles fait ici long feu. L'essentiel de la satire est dilué dans une intrigue sans vigueur, mélodramatique et peu attachante. »